# Pseudoseps signata
Pseudoseps signata är en tvåvingeart som först beskrevs av Fallen 1820.  Pseudoseps signata ingår i släktet Pseudoseps och familjen ostflugor. Arten är reproducerande i Sverige. Inga underarter finns listade i Catalogue of Life.